# Marie-Rose Morel
Pour les articles homonymes, voir Morel.
Marie-Rose Morel (Anvers, 26 août 1972 - Wilrijk, 8 février 2011), est une femme politique belge flamande, ex-membre de la N-VA puis du Vlaams Belang, qu'elle a quitté en juillet 2010.

## Biographie
Née à Anvers au sein d’une famille catholique, Marie-Rose Morel obtient une licence en histoire. Elle est « Aardbeiprinses » (« Princesse des fraises »)  en 1992 puis aurait été Miss Vlaanderen (Miss Flandre) en 1993. 
En novembre 2009, Marie-Rose Morel échoue à être élue à la vice-présidence du parti. Elle affirme avoir vécu les dernières années au sein du Vlaams Belang comme un « calvaire » », de nombreuses confrontations l'opposant à Filip Dewinter. En novembre 2009, elle quitte les instances dirigeantes du parti, suivie par Frank Vanhecke, pour des raisons qui, selon certains analystes, relèvent essentiellement d'ambitions personnelles déçues.
En mai 2010, elle refuse une demande de dernière minute pour figurer sur la liste des candidats du parti pour la Flandre occidentale, alors qu'on lui avait fait savoir précédemment que le Vlaams belang se passerait d'elle.
À la suite de Karim Van Overmeire, Marie-Rose Morel quitte le parti d'extrême-droite le 16 juillet 2010. Le président du parti, Bruno Valkeniers indique  « comprendre sa décision, mais la déplore » tandis qu'elle explique se sentir beaucoup plus légère à la suite de son choix. En septembre 2010, Frank Vanhecke, cadre historique du parti, abandonne ses mandats, n'envisageant plus de figurer sur une liste électorale à la suite des dissensions à la tête du parti.

### Vie privée
Elle épouse Frank Vanhecke le 8 janvier 2011, soit exactement un mois avant son décès. Elle est mère de deux enfants.

### Maladie
Un cancer de l'utérus lui a été diagnostiqué en 2008, et elle y succombe au soir du 8 février 2011 à l'hôpital Sint-Augustinus à Wilrijk.

## Fonctions politiques
- conseillère communale et membre du conseil de police à Schoten de 2007 à 2011
- députée au Parlement flamand du 6 juillet 2004 au 7 juin 2009